# Liste der Bodendenkmale in Wallenhorst
In der Liste der Bodendenkmale in Wallenhorst sind die Bodendenkmale der niedersächsischen Gemeinde Wallenhorst aufgeführt. Die Quelle ist der Denkmalatlas Niedersachsen.
- Bitte beachten Sie, dass diese Liste keinen Anspruch auf Vollständigkeit erhebt.
- Die Angaben ersetzen nicht die rechtsverbindliche Auskunft der zuständigen Denkmalschutzbehörde.
- Es sind nur Daten aus dem Denkmalatlas verarbeitet.
- Der Stand der Liste ist der 20. Mai 2025.

Wallenhorst im Landkreis Osnabrück

## Allgemein
In den Spalten finden sich folgende Informationen des Bodendenkmales:
| Lage         | geographische Koordinaten                                                           |
| Bezeichnung  | Bezeichnung lt. Denkmalatlas                                                        |
| Beschreibung | Beschreibung lt. Denkmalatlas                                                       |
| ID           | Objekt-ID                                                                           |
| Bild         | Bild, ggf. zusätzlich mit Link zu weiteren Fotos im Medienarchiv Wikimedia Commons. |

## Hollage
| Lage                        | Bezeichnung            | Beschreibung | ID       | Bild |
| --------------------------- | ---------------------- | --- | -------- | ---- |
| 52° 20′ 33″ N, 8° 0′ 7″ O   | Hollage 15, Grabhügel  | Größe ca. 11 × 5 m und Höhe ca. 1 m. Oval. (in O-W-Richtung). N-, S- und W-Rand abgetragen. Rand abgesetzt.                                   | 28948253 | BW   |
| 52° 21′ 5″ N, 7° 59′ 27″ O  | Hollage 18, Grabhügel  | Durchmesser ca. 16 m und Höhe ca. 1,5 m. Fast rund. Gleichmäßig hoch gewölbt, Rand abgesetzt. Einzelne alte Eintiefungen und Kaninchenlöcher. | 28948252 | BW   |
| 52° 21′ 5″ N, 7° 59′ 48″ O  | Hollage 19, Grabhügel  | Durchmesser ca. 13 m und Höhe ca. 1,2 m. Rund. Rand im O, W und S schlecht abgesetzt. Nördl. Hügelfuß abgegraben.                             | 28948251 | BW   |
| 52° 21′ 41″ N, 7° 59′ 58″ O | Hollage 20, Grabhügel  | Durchmesser ca. 12 m und Höhe ca. 0,6 m. Rund.                                                                                                | 28948261 | BW   |
| 52° 22′ 8″ N, 7° 57′ 38″ O  | Hollage 36, Grabhügel  | Durchmesser ca. 8,5 m und Höhe ca. 0,6 m. Rundoval. Rand schwach abgesetzt.                                                                   | 28956831 | BW   |
| 52° 20′ 51″ N, 8° 0′ 19″ O  | Hollage 39, Grabhügel  | Durchmesser ca. 11 m und Höhe ca. 0,6 m. Fast rund. Flache Kuppenmulde, mehrere kleine Eingrabungen, Tiergänge.                               | 28948250 | BW   |
| 52° 22′ 8″ N, 7° 57′ 40″ O  | Hollage 40, Grabhügel  | Durchmesser ca. 6,5 m und Höhe ca. 0,6 m. Rundoval. Rand abgesetzt. Kleine Kuppenmulde.                                                       | 28956832 | BW   |
| 52° 21′ 42″ N, 7° 57′ 41″ O | Hollage 98, Grabhügel  | Durchmesser ca. 11 m und Höhe ca. 0,5 m. Rund. Rand schwach abgesetzt. Ausgeprägte Kuppenmulde.                                               | 28948129 | BW   |
| 52° 21′ 41″ N, 7° 57′ 41″ O | Hollage 106, Grabhügel | Durchmesser ca. 9 m und Höhe ca. 0,7 m. Durch Abgrabung im W, S und O beschädigt, Kuppe abgeflacht.                                           | 28948127 | BW   |

### Hollage 71
- ID: 28948249
- Grabhügelfeld mit 30 Grabhügeln, darunter ein Langhügel. Maße: Dm. 4–18 m, H. 0,3–1,6 m.

| Lage                        | Bezeichnung | Beschreibung | ID       | Bild |
| --------------------------- | ----------- | --- | -------- | ---- |
| 52° 21′ 49″ N, 7° 57′ 40″ O | Hollage 71  | Durchmesser ca. 4 m und Höhe ca. 0,3 m. Rund. Rand schwach abgesetzt.                                                                                | 28948248 | BW   |
| 52° 21′ 51″ N, 7° 57′ 42″ O | Hollage 72  | Durchmesser ca. 6 m und Höhe ca. 0,3 m. Fast rund, Rand schwach abgesetzt.                                                                           | 28948247 | BW   |
| 52° 21′ 52″ N, 7° 57′ 43″ O | Hollage 75  | Durchmesser ca. 6 m und Höhe ca. 0,6 m. Rund. Rand abgesetzt, im O-Bereich von Weg angeschnitten.                                                    | 28948245 | BW   |
| 52° 21′ 52″ N, 7° 57′ 42″ O | Hollage 76  | Durchmesser ca. 4 m und Höhe ca. 0,3 m. Rund. Rand schwach abgesetzt.                                                                                | 28948244 | BW   |
| 52° 21′ 52″ N, 7° 57′ 40″ O | Hollage 77  | Durchmesser ca. 10 m und Höhe ca. 1 m. Rund. Rand abgesetzt.                                                                                         | 28948243 | BW   |
| 52° 21′ 53″ N, 7° 57′ 40″ O | Hollage 78  | Durchmesser ca. 5 m und Höhe ca. 0,3 m. Fast rund. Rand auslaufend.                                                                                  | 28948242 | BW   |
| 52° 21′ 53″ N, 7° 57′ 40″ O | Hollage 79  | Durchmesser ca. 5 m und Höhe ca. 0,3 m. Fast rund. Rand schwach abgesetzt.                                                                           | 28948241 | BW   |
| 52° 21′ 54″ N, 7° 57′ 40″ O | Hollage 80  | Durchmesser ca. 6 m und Höhe ca. 0,3 m. Fast rund. Dm. 6 m; H. 0,3 m. Rand flach auslaufend; Tiergänge.                                              | 28948240 | BW   |
| 52° 21′ 54″ N, 7° 57′ 40″ O | Hollage 81  | Durchmesser ca. 6 m und Höhe ca. 0,5 m. Rund. Rand abgesetzt. Kleine Eingrabung im O-Bereich.                                                        | 28948239 | BW   |
| 52° 21′ 52″ N, 7° 57′ 43″ O | Hollage 82  | Durchmesser ca. 5 m und Höhe ca. 0,4 m. Rund. Rand schwach abgesetzt. Durch 2 Windbrüche gestört.                                                    | 28948238 | BW   |
| 52° 21′ 51″ N, 7° 57′ 43″ O | Hollage 83  | Durchmesser ca. 7 m und Höhe ca. 0,5 m. Rund. Rand schwach abgesetzt.                                                                                | 28948237 | BW   |
| 52° 21′ 51″ N, 7° 57′ 40″ O | Hollage 86  | Durchmesser ca. 6 m und Höhe ca. 0,5 m. Rund. Rand abgesetzt.                                                                                        | 28948141 | BW   |
| 52° 21′ 50″ N, 7° 57′ 40″ O | Hollage 87  | Durchmesser ca. 8 m und Höhe ca. 0,5 m. Rundoval. | 28948139 | BW   |
| 52° 21′ 49″ N, 7° 57′ 41″ O | Hollage 88  | Durchmesser ca. 4 m und Höhe ca. 0,2 m. Rund. Rand schwach abgesetzt.                                                                                | 28948138 | BW   |
| 52° 21′ 49″ N, 7° 57′ 42″ O | Hollage 89  | Durchmesser ca. 8 m und Höhe ca. 0,8 m. Fast rund. Im NO-Bereich kleine Eingrabung. Rand schwach abgesetzt.                                          | 28948137 | BW   |
| 52° 21′ 48″ N, 7° 57′ 42″ O | Hollage 90  | Durchmesser ca. 12 m und Höhe ca. 0,8 m. Rund. Rand abgesetzt. In der Kuppe eine jüngere Eingrabung.                                                 | 28948136 | BW   |
| 52° 21′ 47″ N, 7° 57′ 41″ O | Hollage 91  | Durchmesser ca. 16 m und Höhe ca. 1,6 m. Fast rund. Rand bis auf O-Bereich schwach abgesetzt. Flache Kuppenmulde. Im W-Bereich größere Sandentnahme. | 28948135 | BW   |
| 52° 21′ 47″ N, 7° 57′ 46″ O | Hollage 93  | Durchmesser ca. 12 m und Höhe ca. 0,8 m. Rund. Rand schwach abgesetzt. Flache Kuppenmulde.                                                           | 28948134 | BW   |
| 52° 21′ 49″ N, 7° 57′ 47″ O | Hollage 94  | Durchmesser ca. 18 m und Höhe ca. 1 m. Rund. Rand deutlich abgesetzt. In der Kuppe unregelmäßige Eingrabung von 3 × 4 m und 0,6 m T.                 | 28948133 | BW   |
| 52° 21′ 50″ N, 7° 57′ 47″ O | Hollage 95  | Durchmesser ca. 16 m und Höhe ca. 0,8 m. Fast rund. Rand schwach abgesetzt. Große flache Kuppenmulde, Tierbaue.                                      | 28948132 | BW   |
| 52° 21′ 50″ N, 7° 57′ 50″ O | Hollage 96  | Durchmesser ca. 9 m und Höhe ca. 0,5 m. Rund. Rand auslaufend. Mehrere kleine Vertiefungen, Tiergänge.                                               | 28948131 | BW   |
| 52° 21′ 49″ N, 7° 57′ 49″ O | Hollage 97  | Durchmesser ca. 10 m und Höhe ca. 0,5 m. Rund. Rand schwach abgesetzt. Flache Kuppenmulde.                                                           | 28948130 | BW   |
| 52° 21′ 48″ N, 7° 57′ 45″ O | Hollage 100 | Durchmesser ca. 8 m und Höhe ca. 0,6 m. Fast rund. Auslaufender Rand. Am SO-Rand ein Waldpfad.                                                       | 28948128 | BW   |
| 52° 21′ 47″ N, 7° 57′ 44″ O | Hollage 107 | Größe ca. 80 × 10 m und Höhe ca. 0,8 m. Langhügel, ONO-WSW-Ausrichtung. Gleichmäßig gewölbt, sehr gut erhalten.                                      | 28948126 | BW   |

## Lechtingen
| Lage                       | Bezeichnung                | Beschreibung | ID       | Bild |
| -------------------------- | -------------------------- | --- | -------- | ---- |
| 52° 19′ 37″ N, 8° 3′ 1″ O  | Lechtingen 1, Grabhügel    | Durchmesser ca. 20 m und Höhe ca. 2 m. Fast rund. Kuppe abgeflacht, Rand abgesetzt. Im W durch Grenzwall begrenzt, einige Sandsteine. | 28948256 | BW   |
| 52° 19′ 20″ N, 8° 1′ 33″ O | Lechtingen 9, Schalenstein | Auf der Mitte einer großen vierkantigen Steinplatte (L. ca. 4,4 m; Br. ca. 4,2 m; Stärke nicht messbar) aus Konglomeratgestein, in einem Rechteck angeordnet, vier große, nicht ganz gleichmäßige Schalen von 11 – 13 cm Dm. und bis zu 3,5 cm T. Die Schalen sind in der Längsrichtung ca. 60 cm, in der Querrichtung ca. 42 cm voneinander entfernt. Im Volksmund trägt der Stein die Bezeichnung „Knieanbetungsstein“. | 28948255 | BW   |

## Rulle
| Lage                       | Bezeichnung                            | Beschreibung | ID       | Bild           |
| -------------------------- | -------------------------------------- | --- | -------- | -------------- |
| 52° 19′ 29″ N, 8° 5′ 12″ O | Rulle 1, Wittekindsburg                | Mehrteilige Höhenburg mit Haupt- und Vorburg auf einer Gesamtfläche von ca. 800 (N-S) × 500 m. Im äußersten NW-Bereich der Befestigung liegt nahezu an der Spornspitze das Kernwerk mit einer leicht trapezförmigen, 0,9 ha Fläche umfassenden Hauptburg und einer östl. angefügten rechteckigen Vorburg von ca. 0,35 ha Fläche. Ein nach W aus der Hauptburg herausführendes Tor ermöglichte den Zugang vom westl. Außenwerk. Im O sind zwei weit ausgreifende N-S ausgerichtete Wälle mit Spitzgräben vorgelagert. Die Wittekindsburg gehört zu den frühgeschichtlichen Befestigungen, die von den Sachsen im 8. Jh. als Fluchtburgen errichtet worden und später unter den Karolingern nach deren Eroberung Sachsens zur Herrschaftssicherung übernommen und neu befestigt worden sind. | 28991060 | Weitere Bilder |
| 52° 19′ 44″ N, 8° 4′ 25″ O | Rulle 5, Wall                          | Einfacher Wall ohne Graben. L. ca. 140 m; Br. 7 m; H. bis ca. 0,7 m. In NW-SO-Ausrichtung. Im Innern der Wallaufschüttung möglicherweise Steine, von denen einige an der Oberfläche sichtbar sind. Möglicherweise zur Sicherung der Straße von Rulle zur Wittekindsburg angelegt. | 28948260 | BW             |
| 52° 19′ 54″ N, 8° 4′ 15″ O | Rulle 6, Großsteingrab (Helmichsteine) | Erhaltene L. 12 m; Br. 2 m. Etwa ostwestl. gerichtete lange Steinkammer, nicht mehr intakt. Erhalten sind in situ der Träger der westl. Schmalseite und die anschließenden sechs Träger der nördl., sowie sieben Träger der südl. Langseite. Der von W gerechnet zweite Deckstein liegt in ursprünglicher Lage auf seinen Trägern, zwei weitere sind in die Kammer gestürzt, Bruchstücke zweier anderer liegen ebenfalls darin. Das Ostende der Kammer fehlt. Ihr Inneres ist vollständig mit Erde angefüllt, von einer Einfassung oder einem Hügel ist keine Spur vorhanden. Betrachtet man die Lücke zwischen fünftem und sechstem Träger der südl. Langseite, der gegenüber ein besonders großer Träger steht, so ist man geneigt, hier den Eingang zu sehen und möchte die Kammer auch im O auf insgesamt fünf Joche verlängert wissen. Dies nimmt die Rekonstruktion an, die eine lichte Weite von 14 – 15 m × 1,8 m vorsieht. (Sprockhoff Nr. 908). | 28990697 | Weitere Bilder |
| 52° 19′ 34″ N, 8° 4′ 7″ O  | Rulle 17, Hohlweg                      | Einfacher Hohlweg, sehr gut erhalten. Lichte Br. 6-7 m; T. bis 0,7 m, im mittleren Bereich T. bis 1,5 m. Der Hohlweg führte direkt nördl. des Steinwerkes entlang zur Wittekindsburg. - Teilstück ID: 37017999 | 28948259 | BW             |
| 52° 19′ 21″ N, 8° 4′ 0″ O  | Rulle 18, Grabhügel                    | Durchmesser ca. 4,5 m und Höhe ca. 0,3 m. Fast rund. Auslaufender Rand. Nordwestbereich durch Waldweg angeschnitten. Faustgroße Sandsteine. | 28954408 | BW             |
| 52° 19′ 20″ N, 8° 3′ 59″ O | Rulle 19, Grabhügel                    | Durchmesser ca. 12 m und Höhe ca. 0,3 m. Rund. Groß, flach; Rand nicht abgesetzt. Mehrere kleine Steine sichtbar. | 28956833 | BW             |
| 52° 19′ 8″ N, 8° 2′ 49″ O  | Rulle 25, Grabhügel                    | Durchmesser ca. 4 m und Höhe ca. 0,3 m. Rund. Rand schwach abgesetzt. Am NO-Rand ein Reitweg. | 28948258 | BW             |
| 52° 22′ 1″ N, 8° 4′ 41″ O  | Rulle 37, Grabhügel                    | Durchmesser ca. 9 m und Höhe ca. 0,4 m. Fast rund. | 28948257 | BW             |